# Държилово (дем Негуш)
 Тази статия е за селото в Гърция.  За едноименното село в Република Македония вижте Държилово (община Сопище).  
Държилово или Дражилово (на гръцки: Μεταμόρφωση, Метаморфоси, катаревуса: Μεταμόρφωσις, Метаморфосис, до 1928 Δροζέλοβο, Дрозелово или Ντραζίλοβο, Δραζίλοβο, Дразилово) е село в Република Гърция, област Централна Македония, дем Негуш.

## География
Селото е разположено на 950 m надморска височина в североизточната част на планината Каракамен (Негуш планина или Дурла, на гръцки Вермио) на 13 km северозападно от демовия център Негуш.

## История

### В Османската империя
До началото на XIX век Държилово е богато българско село. Към края на XVIII век Държилово има 450 семейства, които според гръцки източници говорят „славомакедонски“. Селото дава някои от най-известните дейци на ранното българско възраждане и големи солунски търговци. През април 1822 година държиловчани участват активно в Негушкото въстание и селото е разорено напълно от Мехмед Емин паша по време на потушаването на въстанието. 40 държиловчани, заедно с 25 теховчани под командването на Йоанис Папарескас осигуряват изтеглянето на жените и децата от Негуш. Държиловчани се разселват в Мелник, Петрич, Сяр, Баракли Джумая и Горни и Долни Порой.
След това е възстановено от влашки пастири от околните влашки села.

### В Гърция
В 1912 година през Балканската война в селото влизат гръцки войски, а след Междусъюзническата война в 1913 година Държилово остава в Гърция. В 1922 година в селото са заселени гърци бежанци от Понт. В 1928 година името на селото е променено на Метаморфосис, в превод Преображение по името на старата църква „Преображение Господне“, разположена южно от селото. Селото отново е разселено през зимата на 1947 година по време на Гражданската война, като жителите му с изселват в Негуш, откъдето обработват имотите си.
В Държилово работи голяма ферма „Дразилово“ за отглеждане на биопрасета.
| Година    | 1913 | 1920 | 1928 | 1940 | 1951 | 1961 | 1971 | 1981 | 1991 | 2001 | 2011 | 2021 |
| --------- | ---- | ---- | ---- | ---- | ---- | ---- | ---- | ---- | ---- | ---- | ---- | ---- |
| Население |      |      | 97   | 115  | 0    | 0    | 0    | 0    | 71   | 7    | 9    | 3    |

## Личности
Родени в Държилово
- Иван Хаджилазаров, солунски търговец, ръководител на Солунската българска община, по-късно гъркоманин
- Киряк Държилов (? – 1877), български книжовник и просветен деец
- Константин Държилов (? – 1890), български книжовник и просветен деец

Други
- Георги Динков (1839 – 1876), български просветен деец, син на Константин Държилов
- Димитриос Динкас (1876 – 1974), гръцки политик, син на Георги Динков
- Периклис Хадзилазару (1857 – 1917), гръцки общественик, син на Иван Хаджилазаров
- Славка Динкова (1848 – 1878), българска просветна деятелка, дъщеря на Константин Държилов